# 中村紘一
中村 紘一（なかむら こういち、1942年6月9日 - ）は、日本のアメリカ文学者、京都女子大学教授、京都大学名誉教授。
京都府生まれ。1965年京都大学文学部米文科卒業、1968年同大学院修士課程修了、博士課程中退、京都教育大学助教授、1976年京大教養部助教授、1989年同文学部助教授、1993年教授、2005年定年退官、京都女子大学文学部教授。ハーマン・メルヴィル研究に始まりアメリカ南部小説を研究する。

## 著書
- 『メルヴィルの語り手たち』（臨川書店） 1991.12
- 『ウィリアム・スタイロン』（臨川書店、アメリカ南部小説の愉しみ） 1995.12
- 『ロバート・ペン・ウォレン』（臨川書店、アメリカ南部小説の愉しみ） 1998.8
- 『アメリカ南部小説を旅する ユードラ・ウェルティを訪ねて』（京都大学学術出版会） 2008.2

## 翻訳
- 『読書の歓び マイナー・クラシックの勧め』（ノエル・ペリン、紀伊国屋書店） 1989.8
- 『愛国の血糊 南北戦争の記録とアメリカの精神』（エドマンド・ウィルソン、研究社出版） 1998.11
- 『リンカーン』（ゴア・ヴィダル、本の友社） 1998.5
- 『ナボコフ = ウィルソン往復書簡集』（サイモン・カーリンスキー編、若島正共訳、作品社） 2004.12
- 『エドマンド・ウィルソン批評集』1 - 2（エドマンド・ウィルソン、佐々木徹、若島正共訳、みすず書房） 2005